# Friedel Janecek
Friedel Janecek (* 15. Juni 1905 in Mainz-Kastel; † 8. September 1980 in Mainz) war ein deutscher Politiker (SPD, KPD, DKP).

## Leben

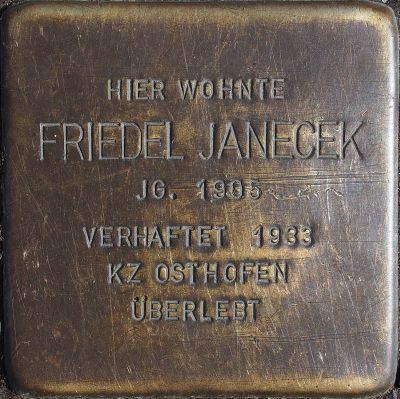
Stolperstein für Janecek in Mainz-Kastel

Janecek machte von 1919 bis 1922 eine kaufmännische Lehre in einer Eisenhandlung in Mainz. 1922–1924 arbeitete er als Lagerist, 1925–1927 war er arbeitslos. Zwischen 1927 und 1929 war er Angestellter im Kupferwerk Gustavsburg in Gustavsburg bei Mainz. In den Jahren 1929 bis 1931 war er Redakteur der sozialdemokratischen „Volkszeitung“ in Mainz und betrieb von 1931 bis 1933 ein Zeitschriften- und Zigarettengeschäft in Mainz. Nach der Machtergreifung der Nationalsozialisten war er von 1933 bis 1936 arbeitslos und wurde mehrmals verhaftet. 1936–1939 arbeitete er als Zeitschriftenwerber und 1940–1943 als kaufmännischer Angestellter beim Mainzer Heereszeugamt. Von 1943 bis 1945 leistete er Kriegsdienst im Zweiten Weltkrieg.
1945–1948 war er Redakteur der Mainzer „Allgemeinen Zeitung“ (Ausgabe Alzey). Zwischen 1948 und 1950 arbeitete er als stellvertretender Chefredakteur bzw. Chefredakteur der KPD-Zeitung „Neues Leben“ und 1952–1954 als Organisationssekretär der KPD Rheinland-Pfalz. Von 1953 bis 1956 war er Redakteur bzw. Chefredakteur der KPD-Zeitung „Unser Tag“. Von 1958 bis 1960 war er Mitarbeiter und Leiter der Korrespondenzabteilung einer Generalvertriebsgesellschaft in Mainz und 1960–1969 kaufmännischer Angestellter in einem Unternehmen für Baudekoration in Mainz.

## Politik
1919 trat er dem gewerkschaftlichen Zentralverband der Angestellten (ZdA) und der Sozialistischen Arbeiterjugend bei. 1922 wurde er Mitglied der SPD. 1924 gehörte er zu den Gründungsmitgliedern der Ortsgruppen Mainz und Kastel des Reichsbanners Schwarz-Rot-Gold. 1931 war er Gründungsmitglied und Vorsitzender der Sozialistischen Arbeiterpartei Deutschlands Mainz und Rheinhessen. Mit der Machtergreifung der Nationalsozialisten konnte er seine politische Arbeit nicht fortsetzen. In der Zeit des Nationalsozialismus war er 1933–1944 Mitglied der Deutschen Arbeitsfront und 1940–1944 Mitglied der Nationalsozialistischen Volkswohlfahrt.
Nach dem Zweiten Weltkrieg wurde er 1945 Mitglied der KPD. 1946–1956 war er Mitglied des Landesvorstands Rheinland-Pfalz der KPD und 1947 Mitglied des Bezirksvorstands Rheinhessen der KPD. Von 1946 bis 1950 war er Mitglied des Kreistags Alzey. 1946 gehörte er auch der Beratenden Landesversammlung an. 1948 wurde er Mitglied des Sekretariats der KPD als Organisationsleiter, 1951 Abteilungsleiter Landwirtschaft beim KPD-Landesvorstand Rheinland-Pfalz und 1952 Organisationssekretär der KPD Rheinland-Pfalz. 1953 wurde er Leiter der Abteilung Massenorganisationen des KPD-Landesvorstands. Von 1952 bis 1956 war er Mitglied des Stadtrats Mainz und dort Fraktionsvorsitzender der KPD.
Nach dem KPD-Verbot verlor er sein Stadtratsmandat. 1968 wurde er Mitglied der DKP und war dort 1969–1972 Mitglied des Bezirksvorstands Rheinland-Pfalz und 1977–1980 Vorsitzender der Bezirksschiedskommission Rheinland-Pfalz der DKP.
Von 1947 bis 1951 war er ehrenamtlicher Richter am Verfassungsgerichtshof Rheinland-Pfalz.

## Sport
Seit den 1920er Jahren hatte er unterschiedliche Funktionen in der Arbeitersportbewegung inne. Von 1936 bis 1944 war er Mitglied des NS-Reichsbunds für Leibesübungen (davon 1938–1944 als Sportwart im Kanusportverein Mainz). Er war Gründer des Bezirkssportausschusses (heute Sportbund) Rheinhessen.

## Auszeichnungen
- Verfassungsmedaille des Ministerpräsidenten von Rheinland-Pfalz
- Goldene Ehrenplakette des Rad- und Kraftfahrerbunds Solidarität Deutschlands
- Ehrenplakette und Goldene Nadel des Deutschen Turn- und Sportbundes
- Sportplakette der Stadt Mainz in Bronze
- Wappenteller und Kaiser-Medaillon der Stadt Mainz
- Ehrenplakette der DKP
- Bundes-Ehrennadel des Sportbunds Rheinhessen
- verschiedene Ehrenmitgliedschaften